# Vuelta al País Vasco 1994
La XXXIV Vuelta al País Vasco, disputada entre el 4 de abril y el 8 de abril de 1994, estaba dividida en 5 etapas para un total de 868,8 km.
Estos fueron los equipos que tomaron parte en la línea de salida: Mapei-Clas, ONCE, GB-MG, Banesto, Carrera-Tassoni, Motorola, Worldperfect, T.V.M.-Bison, Telekom, Gewiss-Ballan, GAN,  Lotus, LOTTO-Vetta-Caloi, Mercatone Uno-Medeghini, JOLLY-Cage 1994, Kelme-Sureña,  Artiach,  Fundación Euskadi-Petronor Ariostea, Deportpublic, Brescialat-Refin.
Triplete del suizo Toni Rominger en la carrera vasca.

## Etapas
| Etapa              | Fecha    | Recorrido                  | km        | Vencedor de la Etapa | Líder de la general |
| ------------------ | -------- | -------------------------- | --------- | -------------------- | ------------------- |
| 1ª etapa           | 04/04/94 | Mondragón - Mondragón      | 117       | Erik Dekker          | Erik Dekker         |
| 2ª etapa           | 05/04/94 | Mondragón - Vitoria        | 185       | Laurent Jalabert     | Laurent Jalabert    |
| 3ª etapa           | 06/04/94 | Vitoria - Valmaseda        | 209.5     | Toni Rominger        | Toni Rominger       |
| 4ª etapa           | 07/04/94 | Valmaseda - Ibardin        | 228       | Davide Cassani       | Toni Rominger       |
| 5ª etapa (1º Sec.) | 08/04/94 | Vera de Bidasoa - Azpeitia | 121       | Agustín Sagasti      | Toni Rominger       |
| 5ª etapa (2º Sec.) | 08/04/94 | Azpeitia - Elosiaga        | 8.3 (CRI) | Toni Rominger        | Toni Rominger       |

## Clasificaciones
| \| 1. \| Toni Rominger \| MAP \| 23h 25' 04s \| \| 2. \| Eugeni Berzin \| GEW \| a 43s \| \| 3. \| Claudio Chiappucci \| CAR \| a 58s \| \| 4. \| Francesco Casagrande \| MER \| a 1' 35s \| \| 5. \| Laurent Dufaux \| ONC \| a 1' 57s \| \| 6. \| Luca Gelfi \| BRE \| a 2' 12s \| \| 7. \| Laurent Jalabert \| ONC \| a 2' 20s \| \| 8. \| Fernando Escartín \| MAP \| a 2' 27s \| \| 9. \| Udo Bölts \| TEL \| a 2' 28s \| \| 10. \| Vladislav Bobrike \| GEW \| a 2' 35s \| |                      |     |             |
| 1. | Toni Rominger        | MAP | 23h 25' 04s |
| 2. | Eugeni Berzin        | GEW | a 43s       |
| 3. | Claudio Chiappucci   | CAR | a 58s       |
| 4. | Francesco Casagrande | MER | a 1' 35s    |
| 5. | Laurent Dufaux       | ONC | a 1' 57s    |
| 6. | Luca Gelfi           | BRE | a 2' 12s    |
| 7. | Laurent Jalabert     | ONC | a 2' 20s    |
| 8. | Fernando Escartín    | MAP | a 2' 27s    |
| 9. | Udo Bölts            | TEL | a 2' 28s    |
| 10. | Vladislav Bobrike    | GEW | a 2' 35s    |

| \| 1. \| Laurent Jalabert \| ONC \| 76 puntos \| \| \| 2. \| Toni Rominger \| MAP \| 70 puntos \| \| \| 3. \| Claudio Chiappucci \| CAR \| 48 puntos \| \| |                    |     |           |  |
| 1. | Laurent Jalabert   | ONC | 76 puntos |  |
| 2. | Toni Rominger      | MAP | 70 puntos |  |
| 3. | Claudio Chiappucci | CAR | 48 puntos |  |

| \| 1. \| Claudio Chiappucci \| CAR \| 51 puntos \| \| \| 2. \| Toni Rominger \| MAP \| 45 puntos \| \| \| 3. \| Alberto Elli \| GBM \| 28 puntos \| \| |                    |     |           |  |
| 1. | Claudio Chiappucci | CAR | 51 puntos |  |
| 2. | Toni Rominger      | MAP | 45 puntos |  |
| 3. | Alberto Elli       | GBM | 28 puntos |  |

| \| 1. \| Alberto Leanizbarrutia \| ONC \| 17 puntos \| \| \| 2. \| Remo Rossi \| CAR \| 12 puntos \| \| \| 3. \| Pavel Tchercassov \| JOL \| 6 puntos \| \| |                        |     |           |  |
| 1. | Alberto Leanizbarrutia | ONC | 17 puntos |  |
| 2. | Remo Rossi             | CAR | 12 puntos |  |
| 3. | Pavel Tchercassov      | JOL | 6 puntos  |  |

| \| 1. \| Mapei-Clas \| 69h 49' 56s \| \| \| 2. \| GB-MG \| a 2' 16s \| \| \| 3. \| Banesto \| a 6' 23s \| \| |            |             |  |
| 1. | Mapei-Clas | 69h 49' 56s |  |
| 2. | GB-MG      | a 2' 16s    |  |
| 3. | Banesto    | a 6' 23s    |  |